# Antonio R. Laureles
Antonio R. Laureles är en ort i Mexiko.   Den ligger i kommunen Tecuala och delstaten Nayarit, i den centrala delen av landet, 700 km väster om huvudstaden Mexico City. Antonio R. Laureles ligger 9 meter över havet och antalet invånare är 498.
Terrängen runt Antonio R. Laureles är mycket platt. Runt Antonio R. Laureles är det glesbefolkat, med 18 invånare per kvadratkilometer. Närmaste större samhälle är Tecuala, 18,0 km norr om Antonio R. Laureles. 